# Meoneura glaberrima
Meoneura glaberrima is een vliegensoort uit de familie van de Carnidae. De wetenschappelijke naam van de soort is voor het eerst geldig gepubliceerd in 1910 door Becker.